# Associazione italiana per l'educazione demografica
L'Associazione italiana per l'educazione demografica (AIED) è un'associazione italiana con una lunga tradizione di battaglie politiche e giudiziarie per il conseguimento di diritti civili fondamentali per la donna e per la coppia (contraccezione, divorzio, educazione sessuale).

## Organizzazione
L'associazione opera su tutto il territorio nazionale e in base al proprio Statuto non ha alcuna finalità commerciale o di lucro. È stata fondata il 10 ottobre 1953 da un gruppo di giornalisti, scienziati ed uomini di cultura  , di diversa estrazione politica, ma con una comune ispirazione laica e democratica.
L'AIED opera attraverso i suoi organi nazionali (congresso nazionale, consiglio nazionale, presidente nazionale, esecutivo nazionale) e le sezioni.
L'AIED non fa discriminazione di carattere razziale, religioso, sociale o politico.
L'associazione ha sedi in tutta Italia: Albenga (SV), Ascoli Piceno, Bari, Bergamo, Bolzano, Brescia, Genova, L'Aquila, La Spezia, Latina, Messina, Mestre (VE), Milano, Napoli, Novara, Pisa, Pordenone, Roma, Sassari, Udine e Verona.
La sezione di Roma è la più antica e la più grande, ha 3 consultori sul territorio e propone servizi in oltre 20 aree mediche.
Le aree mediche in cui offe servizi sono, tra le altre: ginecologia, andrologia, ostetricia, dermatologia, psicoterapia, infertilità, senologia.

## Storia
Fin dal momento della sua costituzione, l'AIED si è impegnata nel difendere i diritti delle persone, attraverso battaglie civili importanti per la società italiana.
Tra i suoi primissimi obiettivi si ricorda la battaglia per l'abrogazione dell'articolo 553 del Codice penale che vietava la propaganda e l'uso di qualsiasi mezzo contraccettivo, puniti con un anno di reclusione, e l'apertura nel 1955, a Roma, del primo consultorio italiano di assistenza contraccettiva.
Tante le battaglie che I'AIED ha sostenuto in prima fila, fino ad ottenere il 10 marzo 1971 l'abrogazione da parte della Corte costituzionale dell'articolo 553, riconosciuto ufficialmente incostituzionale.
Nonostante ciò continuava in Italia il divieto di vendita dei contraccettivi nelle farmacie, data l'applicazione del Ministero della sanità di alcune norme del “Regolamento per la registrazione dei farmaci” (Reg. n. 478 del 1927), che non consentiva “la registrazione di specialità medicinali e di presidi medico-chirurgici aventi indicazioni anticoncezionali”.
Nel 1976 l'AIED si è impegnata in una solitaria azione di denuncia legale e politica nei confronti dell'allora Ministro della Sanità per inosservanza della legge 22 luglio 1975, n. 405, che aveva istituito in Italia i consultori familiari, che solo in teoria avevano lo scopo di fornire assistenza contraccettiva, perché paradossalmente nei fatti non potevano farlo.
Si giunse, così, all'abrogazione di tali norme da parte del Ministero della sanità, con decreto dell'ottobre 1976.
Finalmente l'Italia si apriva alla pratica della contraccezione e aveva così la possibilità di realizzare i principi della maternità libera e responsabile.
Vennero subito promosse intense campagne per pubblicizzare alcuni prodotti anticoncezionali, definiti totalmente sicuri, anche quando tale sicurezza risultava in realtà assai scarsa.
A subirne le conseguenze furono ovviamente le donne, costrette spesso ad abortire proprio per aver usato quei prodotti, garantiti come “contraccettivi sicuri”.
Per questo, nel febbraio 1979 L'AIED denunciò all'autorità giudiziaria (insieme con il Collettivo femminista “San Lorenzo” di Roma), i responsabili di alcune ditte farmaceutiche, chiamando in causa anche il Ministero della sanità.
I dirigenti delle ditte farmaceutiche, riconosciuti responsabili di “somministrazione di medicinali, compiuta in modo pericoloso per la salute pubblica”, furono condannati attraverso un processo di primo grado tenutosi presso il Tribunale di Milano. Sentenza che determinò l'apertura, da parte del Ministero della sanità, di un'ampia indagine su tutti i presidi medici con dichiarate proprietà anticoncezionali (ovuli spermicidi, creme, candelette, ecc.) in vendita allora in Italia, e sul tipo di pubblicità con la quale venivano reclamizzati.
Si giunse così al ritiro dal commercio di alcuni prodotti molto diffusi ed alla sostanziale modifica della pubblicità di altri.
Ancora oggi l'AIED, con consultori presenti su tutto il territorio nazionale, è fortemente impegnata nella modernizzazione e nello sviluppo sociale, civile e culturale dell'Italia.

## Obiettivi
Gli scopi dell'AIED sono molteplici, innanzitutto diffondere il concetto ed il costume della procreazione libera e responsabile e stimolare la crescita culturale e sociale in materia di sessualità.
Ma anche promuovere e sostenere iniziative volte a migliorare la qualità della vita e a tutelare la salute di ognuno, a livello sia individuale sia collettivo.
L'AIED è impegnata nello sviluppo di una nuova cultura della maternità e della nascita, con particolare attenzione alle varie problematiche poste dalla procreazione umana assistita e dalla bioetica.
Combatte ogni discriminazione tra uomo e donna nel lavoro, nella famiglia, nella società, ed ogni forma di violenza sessuale e di violenza sui minori, fornendo assistenza e tutela alle vittime.
Promuove e realizza attività di formazione e di aggiornamento professionale sulle tematiche dell'educazione sessuale del personale docente delle Scuole e degli Istituti di istruzione di ogni ordine e grado, promuovendo corsi di educazione sessuale per alunni e genitori.
L'AIED appoggia e porta avanti anche studi e ricerche sociali e scientifiche, finalizzati ad affrontare ed approfondire le tematiche proprie dell'Associazione, come quelle demografiche.
Esercita inoltre un'azione di stimolo e di controllo sulle strutture pubbliche, perché venga attuato ciò che le leggi prevedono in tema di contraccezione, aborto, informazione sessuale ed andrologica, prevenzione socio-sanitaria, rispetto del diverso e delle minoranze (come nel caso dell'omosessualità), proponendo integrazioni e modifiche nei casi di normative dall'associazione ritenute inadeguate.